# Banjar Sari (Ngronggot)
Banjar Sari is een bestuurslaag in het regentschap Nganjuk van de provincie Oost-Java, Indonesië. Banjar Sari telt 4349 inwoners (volkstelling 2010).